# 安田城 (越中国)
安田城（やすだじょう）は、越中国婦負郡安田（現在の富山県富山市婦中町安田）にあった戦国時代末の日本の城（平城）。存城期間が短かったため後世の改変がなく、当時の遺構をほぼそのまま残す全国的にも貴重な城跡である。1981年（昭和56年）に「安田城跡」の名称で国の史跡に指定された。とやま城郭カードNo.24。

## 構造

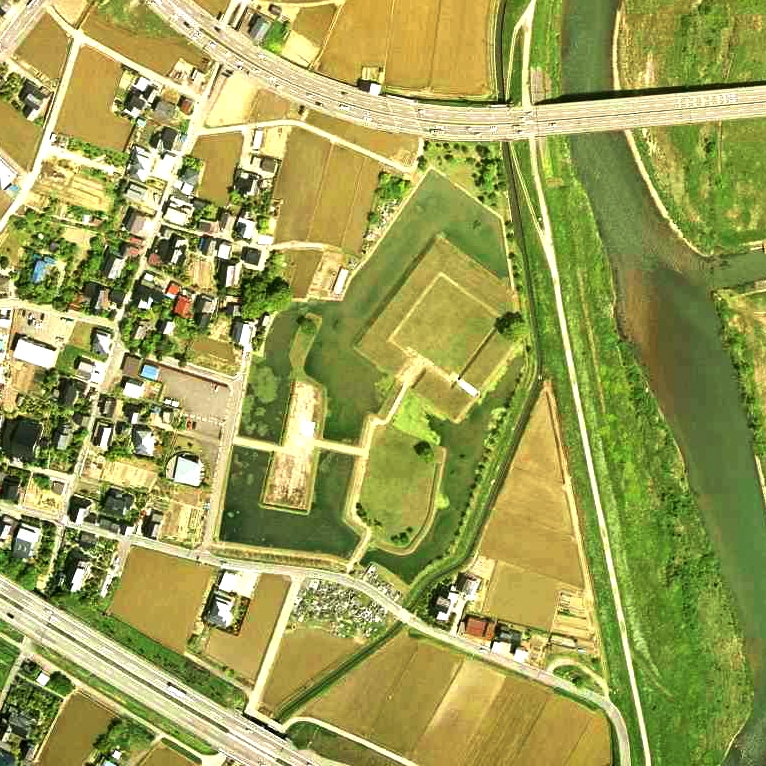
安田城の空中写真。。

城跡の広さは東西約150メートル・南北約240メートル、約34,000平方メートルで、本丸・二の丸・右郭の三郭（これらの郭名称は現在の便宜上のものであり当時の呼称は不明）からなり、城の東側を流れる井田川から水を引き込み周囲に水濠を構えていた。軸線のずれや、本丸を囲む水濠に一部が削られた右郭の形状から、当初は二の丸・右郭の二郭から成っていたものに本丸が追加造成されたものと考えられている。本丸北東隅は井田川の堤防造成により失われているが、それ以外は往時の遺構をそのまま残している。殊に、本丸は東西約90メートル、南北約80メートルの方形であるが、その郭規模に対し基底部長が約14メートルという非常に幅広の土塁を四周に備えるという特異な点がある。なお、本丸北東隅に櫓が設けられていたのではないかと推定されている。

## 歴史
天正13年（1585年）、豊臣秀吉が富山城に拠る佐々成政を征討するために出陣した富山の役の際に、富山城攻めの本陣となった白鳥城の支城として大峪城とともに現れるのが史料上の初見であるが、文献上にみえるものの、いまだ所在が確定されていない安城をその前身とする説もある。前田家の武将岡嶋喜三郎一吉が城主として入り、同年、成政が降伏した後も、越中東部の新川郡が佐々領のまま残ったため、引き続きそのまま前田家の前線拠点として使用された。天正15年（1587年）の成政転封に伴い新川郡は秀吉直轄領（のち上杉領を経て、蒲生騒動による領地替えで前田領）となり、安田城の役目はいったん終わったものと考えられるが、慶長2年（1597年）前田利長が守山城から富山城へ居城を移すと、岡嶋一吉が片山延高とともにその支城として初め白鳥城へ入り、その後ふたたび安田城へ移った。慶長4年（1599年）、前田利家死去により、利長は金沢へ帰還し、岡嶋一吉もそれに従った。その後しばらく代官平野三郎左衛門が居城したが、慶長年間には廃城となったものとされる。
江戸時代に描かれた古図（「安田古城之図」1813年頃製作）から、江戸後期にはある程度姿をとどめていたものと見られるが、近代にはいると水濠は埋まり城跡一帯は田畑として使用されており、遺構は判然としなくなっていた。昭和40年代末に圃場整備計画が持ち上がったことにより一時消失の危機に立たされたが、昭和52年（1977年）と53年の2回にわたり発掘調査が行われ、古図に示されているとおりの遺構が確認されたことから、県内有数の貴重な平地城館遺跡として保存がはかられ、昭和56年（1981年）2月23日に国の史跡に指定された。平成2年（1990年）から4年にかけて整備事業が行われ、1993年（平成5年）5月13日に史跡公園『安田城跡歴史の広場』（市町村合併後は『富山市婦中安田城跡歴史の広場』）として一般公開された。歴史の広場内には土塁、水濠が復元され、資料館が併設されている。

## 遺構
- 曲輪、土塁、水堀

### 関連施設
安田城跡資料館
所在地:富山市婦中町安田224 - 1
開館時間：9:00～17:00
休館日：月曜、祝日の翌日、年末年始
入館料金：無料　
駐車場：50台（無料）

## 交通案内
- 公共交通機関の場合: JR高山本線 速星駅よりタクシーで5分
- 車の場合: 北陸自動車道 富山西ICから車で10分